# Brachyplatystoma filamentosum
Il Brachyplatystoma filamentosum, chiamato comunemente Piraìba, Kumakuma o Lau-lau, è un pesce gatto d'acqua dolce della famiglia Pimelodidae. 

## Descrizione
il Piraìba è la specie che raggiunge le maggiori dimensioni nel genere Brachyplatystoma. la lunghezza massima è di 3,6 metri, mentre il peso massimo è di 200 kg.
ha una grande testa piatta che termina con una larga  bocca priva di denti. possiede occhi piccoli, posti in alto sul capo, e tre paia di barbigli, due sopra la bocca e quattro sotto la testa.

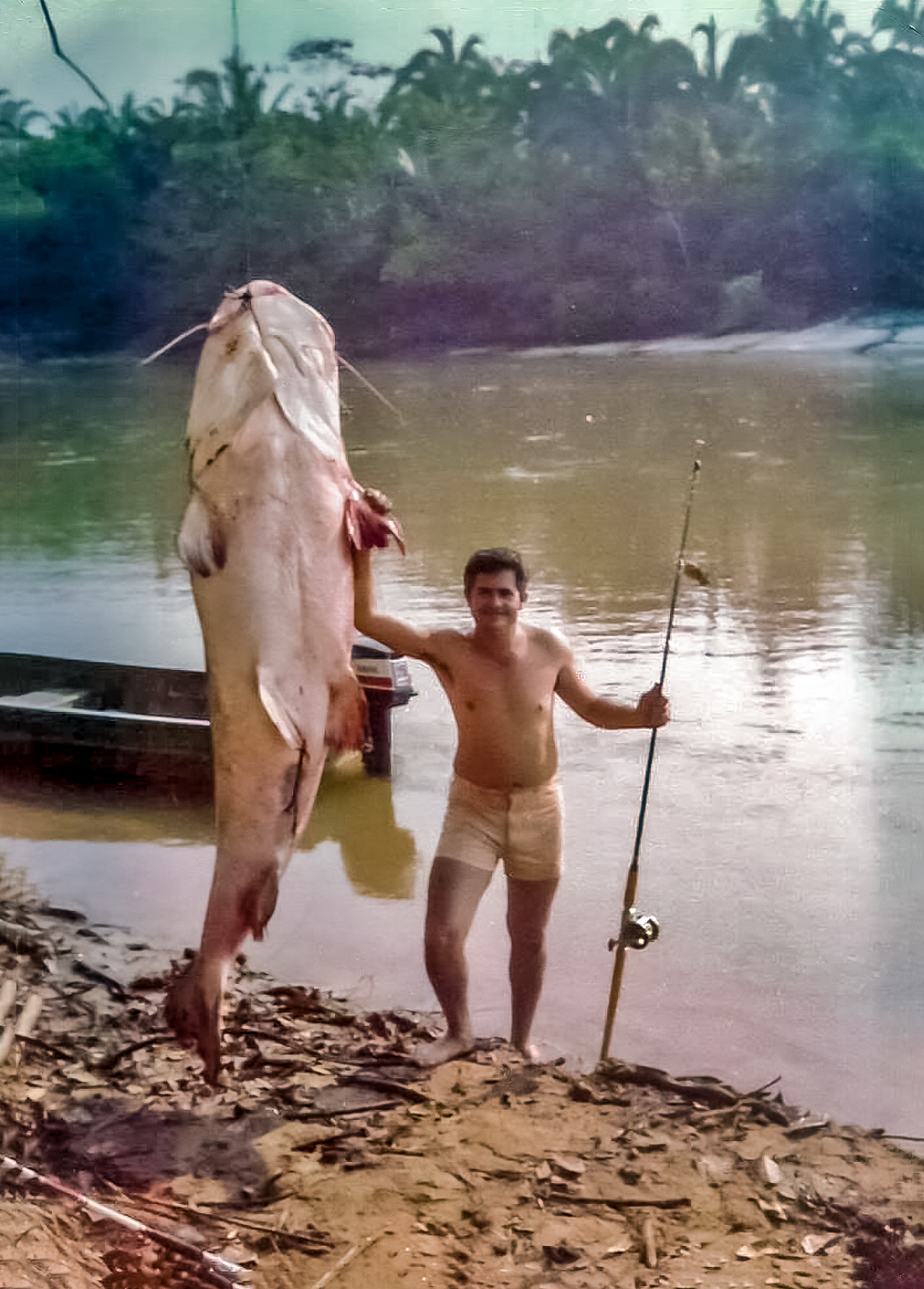
una grande esemplare pescato.

## Distribuzione e Habitat
Vive nelle acque dolci del Sud America,  precisamente nell'Orinoco, nel Rio delle Amazzoni, e nei maggiori fiumi che attraversano Perù, Venezuela, Brasile, Guyana e Guyana francese. Ci sono stati degli avvistamenti anche in Argentina. è una specie demersale, che nuota e si alimenta nelle vicinanze del fondo, ad una profondità di circa 7-9 metri. Vive nella fascia climatica tropicale, perciò le acque nelle quali dimora hanno una temperatura che va da 24 ai 29°.

## Biologia

### Dieta
il Piraìba è esclusivamente carnivoro e, salvo l'uomo, non ha predatori naturali, il che fa di lui un superpredatore in cima alla catena alimentare. Si nutre di pesci e di altri animali che vivono o si trovano nel fiume, come le scimmie. Alcune delle sue prede tipiche sono i pesci Synbranchus marmoratus BLOCH, 1795 e Adontosternarchus devenanzii MAGO-LECCIA, LUNDBERG & BASKIN, 1985. Secondo alcuni, in casi eccezionali, il Piraìba potrebbe addirittura mangiare gli esseri umani.

### Comportamento
è una specie solitaria, diurna e potamodroma, ovvero che migra all'interno dei corsi d'acqua, senza mai lasciare l'acqua dolce. I giovani e subadulti, prima di diventare individui maturi, dimorano nelle acque salmastre alla foce del fiume, per poi spostarsi verso l'entroterra.

### Parassiti
Il Piraìba è attaccato da molti parassiti. Fra questi sono stati documentati:
- Amazotaenia yvette;
- Nomiscolex suspectus;
- Nomiscolex piraeeba;
- Amphoteromorphus ninoi[2].

## Importanza per l'uomo
Il Piraìba è ritenuto molto buono da mangiare, e viene perciò pescato per essere consumato o venduto come alimento. è inoltre ricercato dagli appassionati di pesca sportiva, che lo catturano adoperando canne da pesca.